# Алексеевка (Бурейский район)
В Амурской области также есть Алексеевка в Зейском районе и Алексеевка в Мазановском районе.
Алексе́евка — село в Бурейском районе Амурской области России. Административный центр Алексеевского сельсовета.

## География
Село находится в среднем течении реки Асташиха (правый приток Буреи), на расстоянии 60 км (через Виноградовку, Зельвино, Прогресс и Бурею) к юго-западу от посёлка городского типа Новобурейский, административного центра района.
Дорога к селу Алексеевка идёт на юг от Зельвино (городской округ город Райчихинск) через Виноградовку.
На юг от села Алексеевка идёт дорога к селу Асташиха.

## История
Село основано в 1926 году. Названо в память первого поселенца — Алексея Панькова.

## Население
| 2002 | 2010 | 2012 | 2013 | 2014 | 2015 | 2016 |
| ---- | ---- | ---- | ---- | ---- | ---- | ---- |
| 348  | ↘308 | ↘298 | ↘278 | →278 | ↘259 | ↘247 |
| 2017 | 2018 |      |      |      |      |      |
| ↘230 | ↘215 |      |      |      |      |      |

## Улицы
| - ул. Брянская, - ул. Заречная, - ул. Кооперативная, | - ул. Новая, - ул. Садовая, - ул. Школьная. |

## Экономика
Сельскохозяйственные предприятия Амурской области.